# قیچی تناتومی

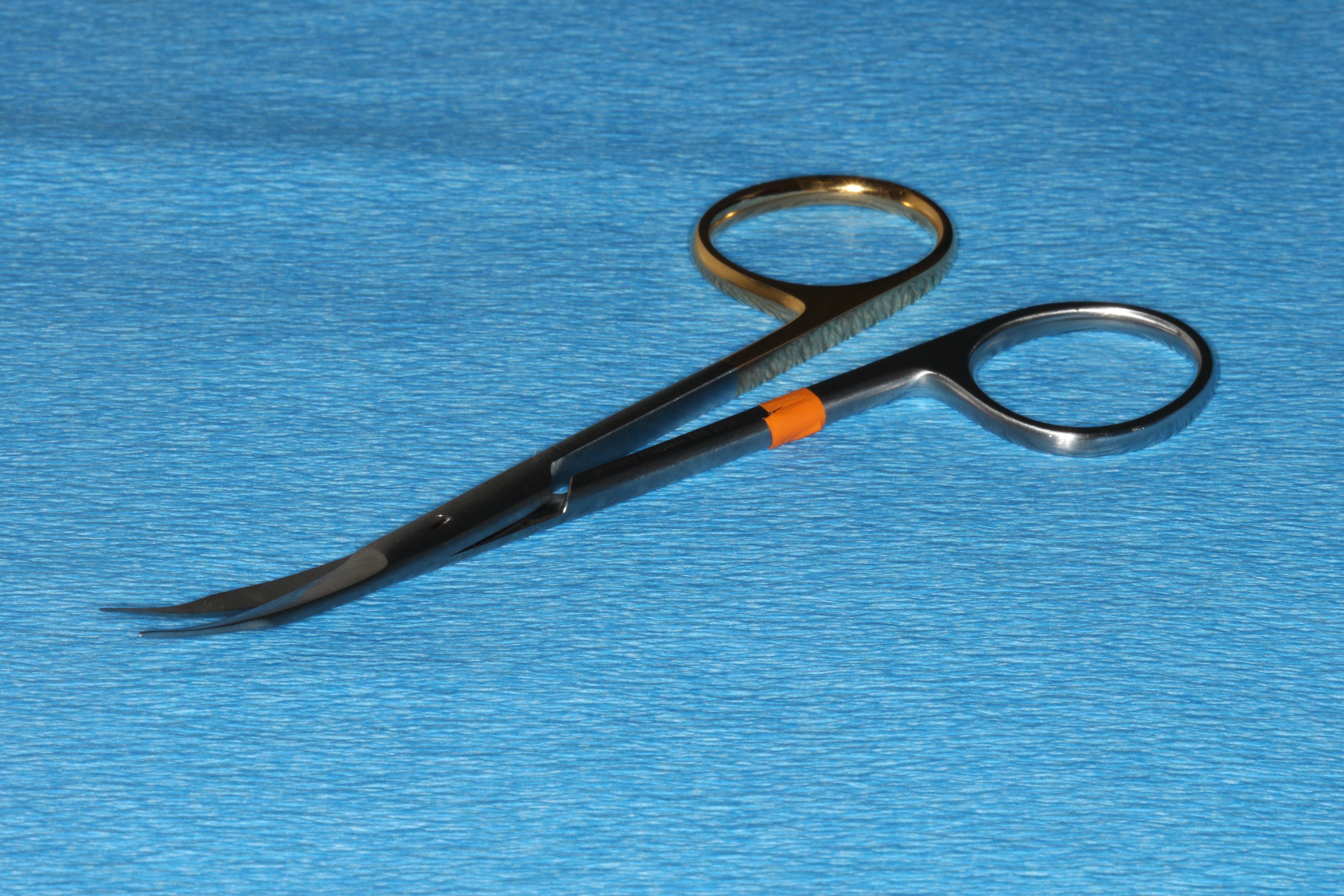
قیچی تناتومی

قیچی تناتومی(به انگلیسی: Tenotomy scissors) در اعمال جراحی ظریف کاربرد دارد. در شرایط جراحی و بسته به نوع عمل، می توانند نوک تیز، خمیده یا صاف باشند.

## کاربرد

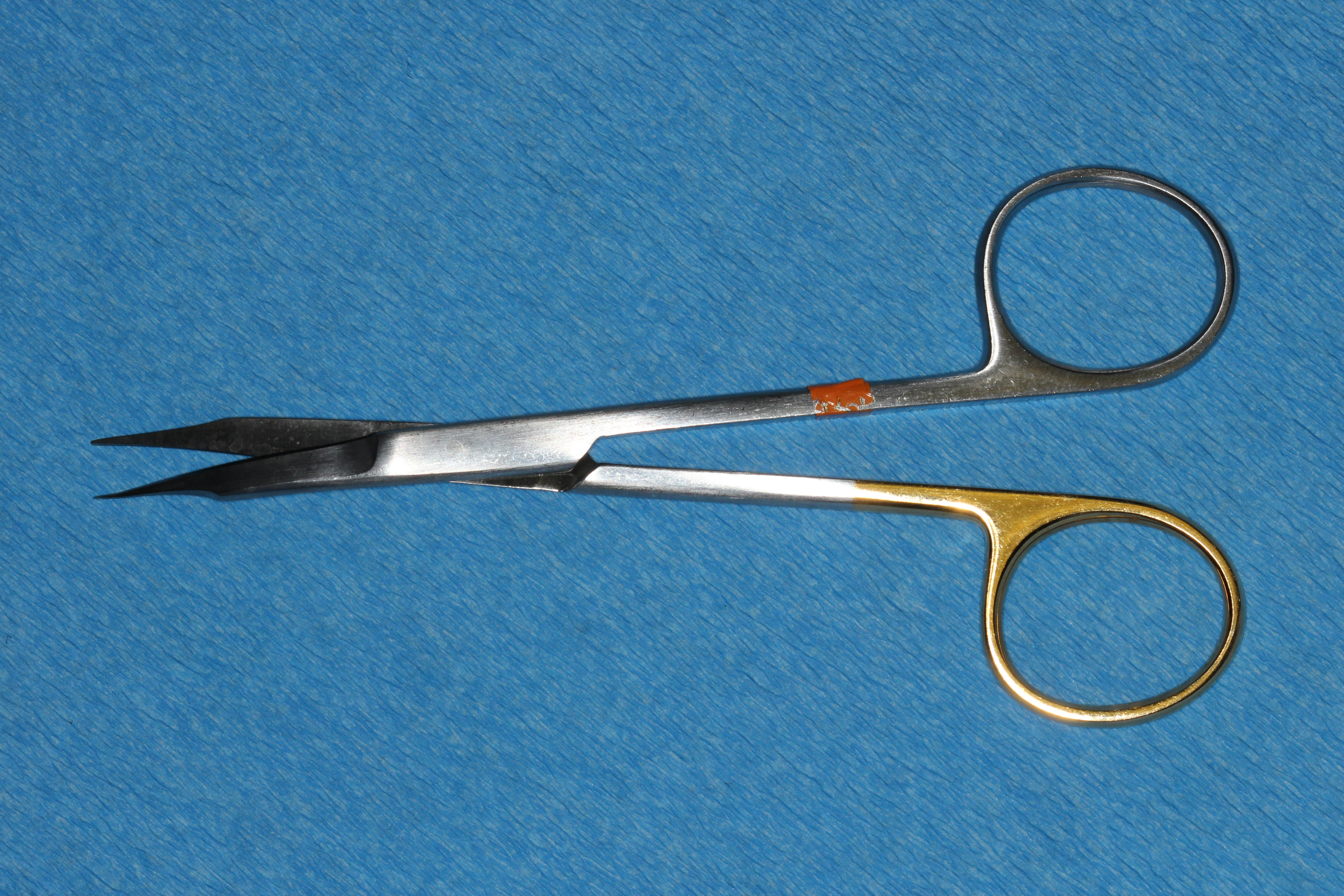
قیچی تناتومی

در اعمال جراحی مغز و اعصاب و چشم پزشکی کاربرد دارند.